# ویزیاناگارام
ویزیاناگارام (به انگلیسی: Vizianagaram) یک منطقهٔ مسکونی در هند است که در Vizianagaram district واقع شده‌است. ویزیاناگارام ۲۹٫۲۷ کیلومتر مربع مساحت و ۲۲۸٬۰۲۵ نفر جمعیت دارد.